# Nissan EXA
La Nissan EXA è un'autovettura sportiva prodotta dalla casa automobilistica giapponese Nissan Motor dal 1982 al 1990 in due generazioni.
La prima generazione è stata designata internamente con il codice N12 ed è stata commercializzata come Pulsar EXA. La seconda generazione, introdotta nel 1986, è stata designata con il codice N13.
L'EXA, basata sul telaio della coeva Nissan Sunny (serie B11 e B12) e poi sostituita dalla Nissan 100NX, è una coupé a due posti e due porte con carrozzeria a tre volumi con fari a scomparsa e trazione anteriore.

## Prima generazione (N12; 1982-1986)
La vettura fu originariamente sviluppata dalla ex divisione Prince Motor Company all'inizio degli anni '80, in quanto la Prince manteneva ancora un centro di progettazione autonomo situato a Ogikubo. La forma dell'auto fu creata utilizzando la progettazione da computer (CAD).
Quando fu introdotta per la prima volta sul mercato giapponese nell'aprile 1982, la EXA montava due motori, un 1,3 e un 1,5 litri, a carburatore o ad iniezione. Nel maggio 1983 fu introdotto il motore turbo E15ET, che erogava una potenza di 113 CV a 5600 giri al minuto.

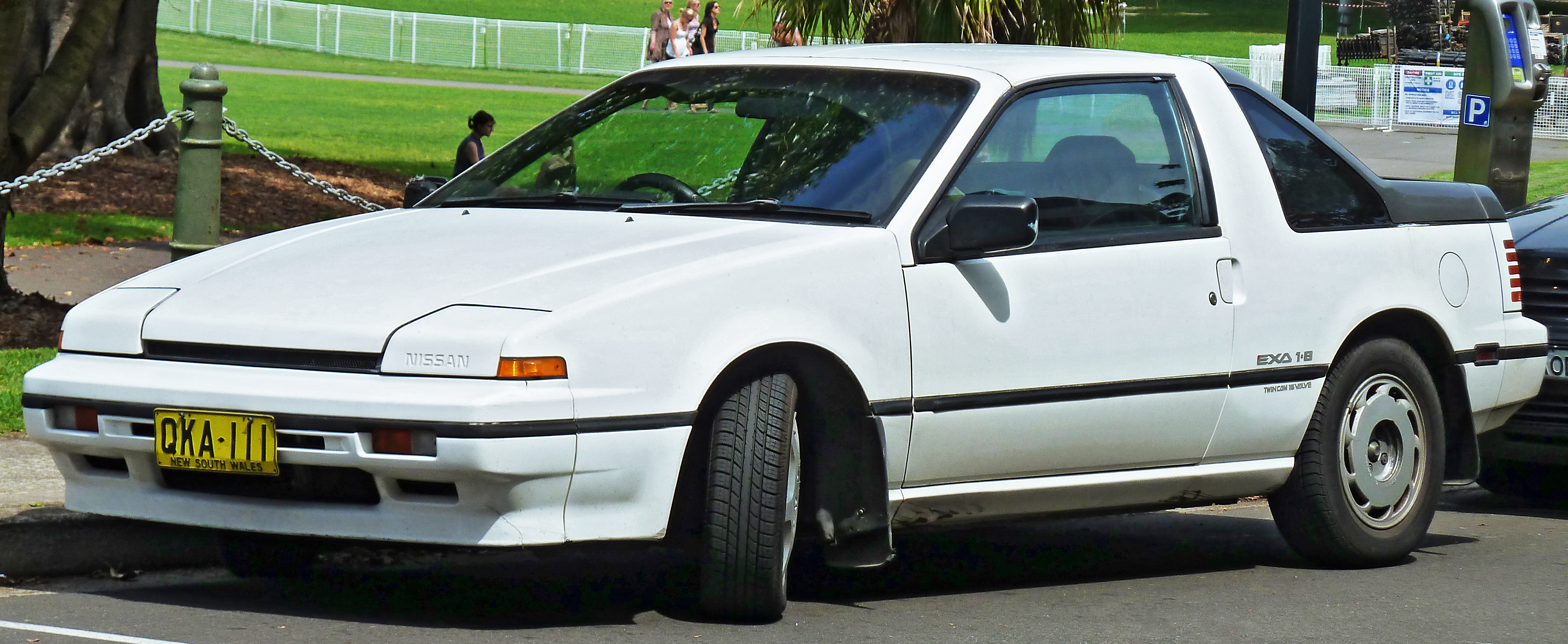
EXA seconda serie N13

La EXA fu la prima vettura nipponica ad adottare gli specchietti laterali montati sulle portiere anziché sui parafanghi anteriori, in quanto all'epoca era in uso in Giappone montarli sui parafanghi.
La versione decappottabile della EXA era un modello in edizione limitata creato per il 15º anniversario della catena di concessionari giapponese Nissan Cherry, attraverso la quale la Nissan Pulsar veniva commercializzata in Giappone. Fu lanciato nel maggio 1985 e furono prodotti solo 100 esemplari per tutto il Giappone. Questa versione adotta numerose parti e componenti dedicate, tra cui una capote realizzata con uno speciale materiale isolante per proteggere dalla pioggia e dal caldo.

## Seconda generazione (N13; 1986-1990)

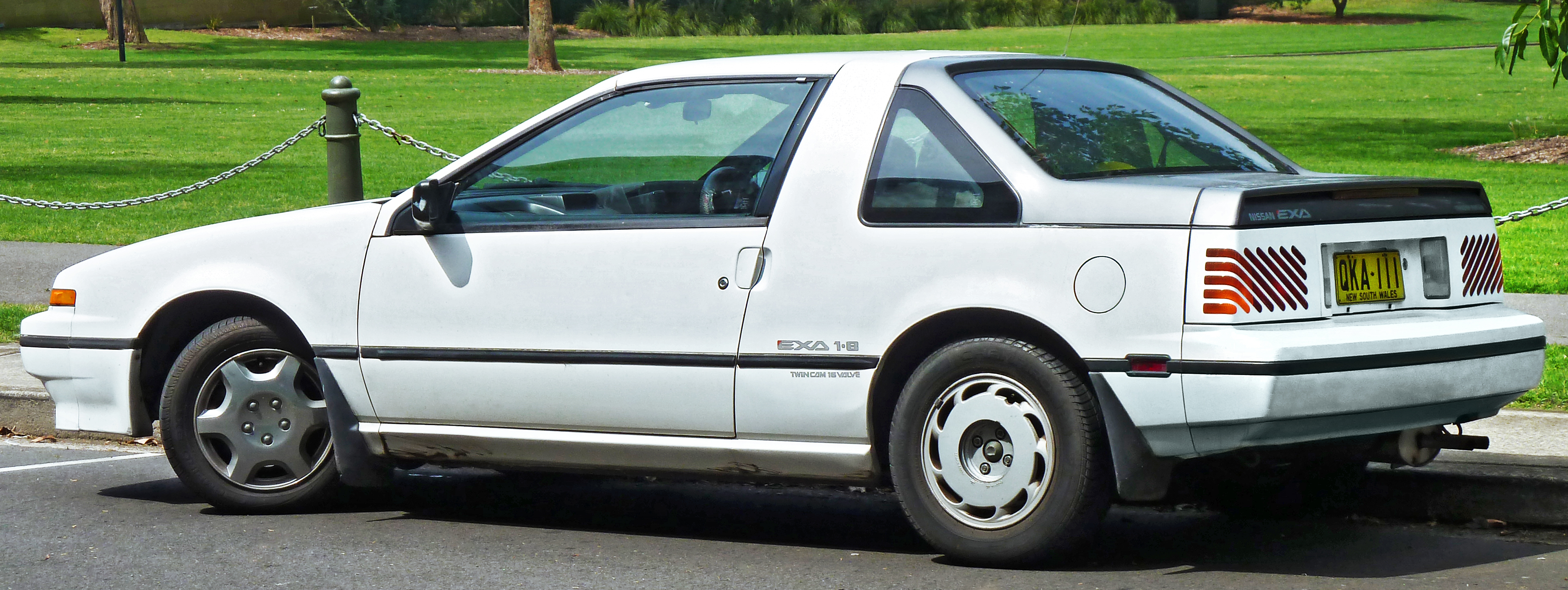
Retro N13

Introdotta nel 1986, la N13 fu commercializzata in Giappone come Nissan EXA e in Nord America come Nissan Pulsar NX. Il design della carrozzeria venne realizzato in gran parte presso il Nissan Design International (Nissan Design America) a San Diego in California.